# Matías Ceballos
Matías Gabriel Ceballos (Gálvez, Provincia de Santa Fe, Argentina; 20 de abril de 1984) es un exfutbolista y actual director técnico argentino.
Jugaba como mediocampista central, o volante creativo, y su primer equipo fue Unión de Santa Fe. Se destacó en el futbol de ascenso de argentina, jugando para diferentes clubes de la provincia de Salta. Se desempeño en los "tres grandes clubes" del fútbol salteño, siendo un gran referente de Central Norte. Se retiro en San Antonio de Campo Santo, elenco del interior de dicha provincia.
Obtuvo tres ascensos a Tercera División, dos con Central Norte, y otro con Güemes de Santiago del Estero. También se consagró campeón de Copa Salta, jugando para Deportivo La Merced. Con el equipo de Unión Aconquija de Catamarca, llega a disputar una histórica final por el ascenso a la B Nacional, sin embargo, su equipo es derrotado por San Martín de Tucumán.
En su primera experiencia como DT, se consagró campeón de la Liga Salteña de Fútbol, dirigiendo al equipo de barrio Castañares.

## Clubes
Como Jugador
| Club                          | País      | Año       |
| ----------------------------- | --------- | --------- |
| Unión de Santa Fe             | Argentina | 2004-2005 |
| Central Norte                 | Argentina | 2005-2008 |
| San Martín de Tucumán         | Argentina | 2008      |
| Gimnasia y Tiro               | Argentina | 2009      |
| Central Norte                 | Argentina | 2009-2012 |
| Gimnasia y Tiro               | Argentina | 2012-2013 |
| Juventud Antoniana            | Argentina | 2014-2015 |
| Unión Aconquija               | Argentina | 2016      |
| Central Norte                 | Argentina | 2016-2018 |
| Güemes de Santiago del Estero | Argentina | 2019      |
| Deportivo La Merced           | Argentina | 2020-2022 |
| San Antonio de Campo Santo    | Argentina | 2023      |

Como Director Técnico
| Club       | País      | Año  |
| ---------- | --------- | ---- |
| Castañares | Argentina | 2024 |

## Palmarés
Como Jugador
| Título             | Club                | País      | Año     |
| ------------------ | ------------------- | --------- | ------- |
| Torneo Argentino B | Central Norte       | Argentina | 2005-06 |
| Torneo Argentino B | Central Norte       | Argentina | 2009-10 |
| Torneo Regional    | Güemes (SdE)        | Argentina | 2019    |
| Copa Salta         | Deportivo La Merced | Argentina | 2021    |

Como Director Técnico
| Título                      | Club       | País      | Año           |
| --------------------------- | ---------- | --------- | ------------- |
| Liga Salteña de Fútbol      | Castañares | Argentina | Apertura 2024 |
| Copa de Campeones - Hirpace | Castañares | Argentina | 2024          |